# Etemenanqui

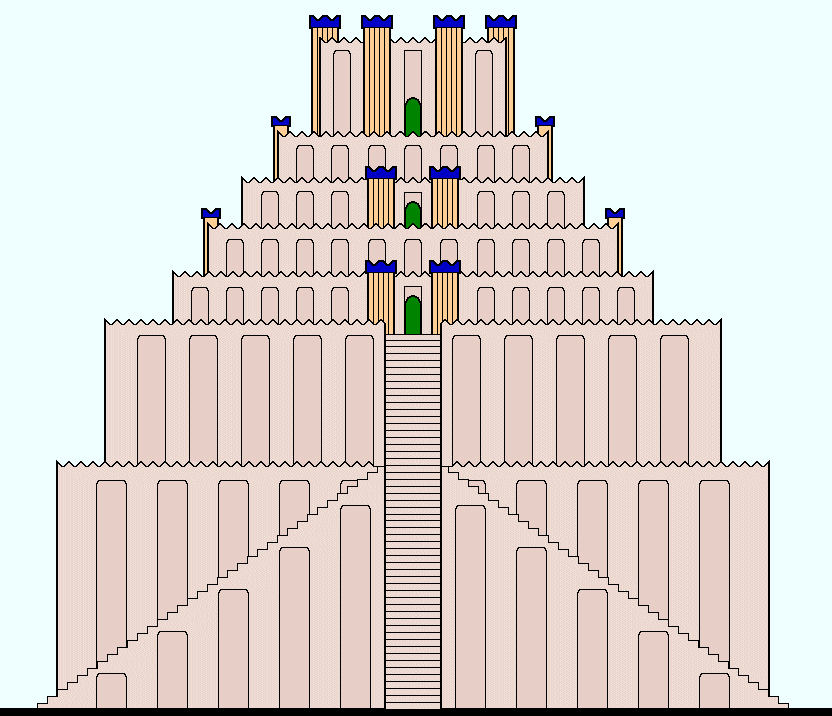
Reconstituição do Etemenanqui baseada nos estudos de Hansjörg Schmid

Etemenanqui (em sumério: 𒂍𒋼𒀭𒆠; romaniz.: É.TEMEN.AN.KI, Etemenanki; lit.  "templo da fundação do Céu e da Terra") era o zigurate dedicado ao deus Marduque na cidade de Babilónia. Originalmente uma torre com sete andares, alegadamente com 91 metros de altura, atualmente apenas dele restam vestígios das suas fundações. É comum considerar-se que possivelmente inspirou a história bíblica da Torre de Babel.

## Construção
Não se conhece a época exata da construção original do Etemenanqui. Há uma teoria não provada que afirma que ele remonta ao 2.º milénio a.C.. Segundo o historiador Andrew R. George, o seu construtor pode ter reinado no século XIV, XII, XI ou IX a.C.mas ao mesmo tempo refere que não há razões para duvidar que o zigurate de Babilónia mencionado num trecho do poema épico “Epopeia da Criação” (Enūma eliš) escrito em assírio médio possa ser o Etemenanqui — o assírio médio foi usado na segunda metade do 2.º milénio a.C. e o zigurate mencionado no poema é descrito como ziqqurrat apsî elite ("zigurate superior de Apsu").
A cidade de Babilónia foi destruída em 689 a.C. pelo rei assírio Senaqueribe, que clamou ter destruído o Etemenanqui. A cidade foi depois reconstruída por Nabopolasar (c. r.  626–605 a.C.) e pelo seu filho Nabucodonosor II (r. 604–562 a.C.). A reconstrução durou 88 anos e o principal monumento erigido foi o grande templo de Marduque (Esagila), ao qual estava associado o Etemenanqui, o qual foi reconstruído durante o reinado de Nabucodonosor II. A crer numa tábua escrita em cuneiforme encontrada em Uruque, o zigurate tinha 91 metros de altura, sete andares e no cimo havia um santuário. No entanto, aquela altura é considerada fantasiosa e as estimativas mais recentes apontam para cerca de 60 m.

## Descrições

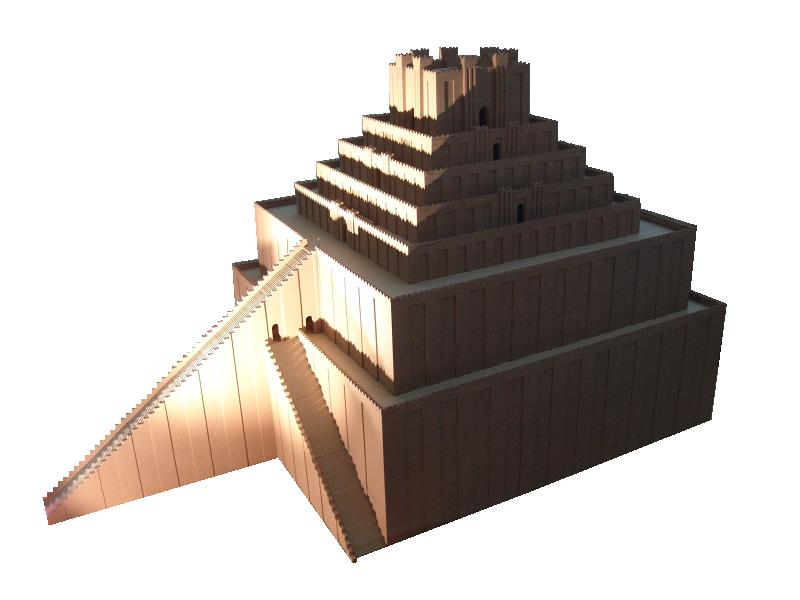
Reconstituição do Etemenanqui no Museu de Pérgamo de Berlim

Reconstituição do Etemenanqui; Robert Koldewey, 1919

Representação de Babilónia; Robert Koldewey, 1919

Numa inscrição real neobabilónica de Nabucodonosor II presente numa estela de Babilónia, alegadamente encontrada pelo arqueólogo Robert Koldewey em 1917 de autenticidade incerta Essa estela, conhecida como "Estela da Torre de Babel", foi partida em três pedaços na Antiguidade, dois dos quais fazem atualmente parte da coleção Schøyen, tem a representação mais antiga que se conhece do Etemenanqui e nela pode ler-se: «Etemenanqui Zikkurat Babibli [Zigurate de Babilónia] eu fiz, a maravilha do povo do mundo, levantei o seu cimo até ao céu, fiz portas para as entradas, e cobri-o com betume e tijolos.» O Etemenanqui é representado em baixo relevo, mostrando o seus altos primeiros andares com com lanços de escadas duplos, mais cinco andares em degrau e o templo que coroava a estrutura. A planta do piso térreo também é mostrada, com as paredes exteriores com contrafortes e as câmaras interiores rodeando a cela central.
O Etemenanqui é também descrito na tábua em cuneiforme de Uruque já referida, datada de 229 a.C. atualmente no Museu do Louvre de Paris, que é uma cópia de um texto mais antigo. Nele lê-se que a torre tinha 91 metros de altura e uma base quadrada com 91 m de lado.[carece de fontes?] A estrutura de adobe foi identificada nas escavações de Robert Koldewey, que também descobriram grandes escadarias no lado sul do edifício, onde um portão triplo o ligava ao Esagila. No lado oriental havia um portão maior que dava para a "Via Processional", uma rua sagrada cuja reconstituição se pode admirar no Museu de Pérgamo de Berlim e cujo elemento mais célebre é a Porta de Istar.
Em 440 a.C., Heródoto escreveu:

As muralhas exteriores são a principal defesa da cidade. Dentro delas há outra cerca de muralhas, quase tão resistentes como as outras, mas mais estreitas. No centro de uma das divisões da cidade ergue-se o palácio real, cercado por uma forte e alta muralha; no centro de outra divisão da cidade ergue-se ainda hoje o templo de Zeus Belo, um quadrado com dois estádios (cerca de 400 metros) de lado, com portões de bronze. No centro deste recinto sagrado foi construída uma torre quadrada maciça com 200 metros de lado; por cima desta torre ergue-se outra, e sobre esta segunda outra ainda, e assim sucessivamente até completar oito. O acesso ao cimo das torres é feito por uma escadaria exterior em caracol, com um local de descanso a meio, com cadeiras para repouso, onde aqueles que sobem e descem se sentam e descansam. Na última torre há um grande santuário; e nele encontra-se um grande e bem guarnecido leito, com uma mesa de ouro a seu lado. Não há imagens no santuário e ninguém ali passa a noite, exceto uma mulher local, escolhida entre todas as mulheres pelo deus, como dizem os caldeus, que são sacerdotes desse deus.»
É provável que esta torre corresponda ao Etemenanqui. Acredita-se que "Zeus Belo" se refere ao deus acádio Bel, cujo nome foi helenizado por Heródoto para Zeus Belo. É provável que corresponda ao Etemenanqui.

## Demolição final
Em 331 a.C., Alexandre, o Grande conquistou a Babilónia e mandou reparar o Etemenanqui. Quando regressou à cidade em 323 a.C., o rei macedónio percebeu que não tinham sido feitos quaisquer progressos e ordenou aos seu exército que todo o edifício fosse demolido para preparar a sua reconstrução final. No entanto, Alexandre morreu nesse mesmo ano e a reconstrução nunca chegou a concretizar-se.
As Crónicas babilónicas e os Diários astronómicos babilónicos registam várias tentativas de reconstrução do Etemenanqui, as quais foram sempre precedidas pela remoção dos restos do zigurate original. A “Crónica da ruína do Esagila” menciona que o príncipe herdeiro selêucida Antíoco I (324–261 a.C.) decidiu reconstruí-lo, mas enfureceu-se após ter sofrido uma queda e ordenou aos seus condutores de elefantes que destruíssem o que restava do edifício. Não há quaisquer referências da Antiguidade ao Esagila posteriores a esta.[carece de fontes?]